# أساليب الإدارة

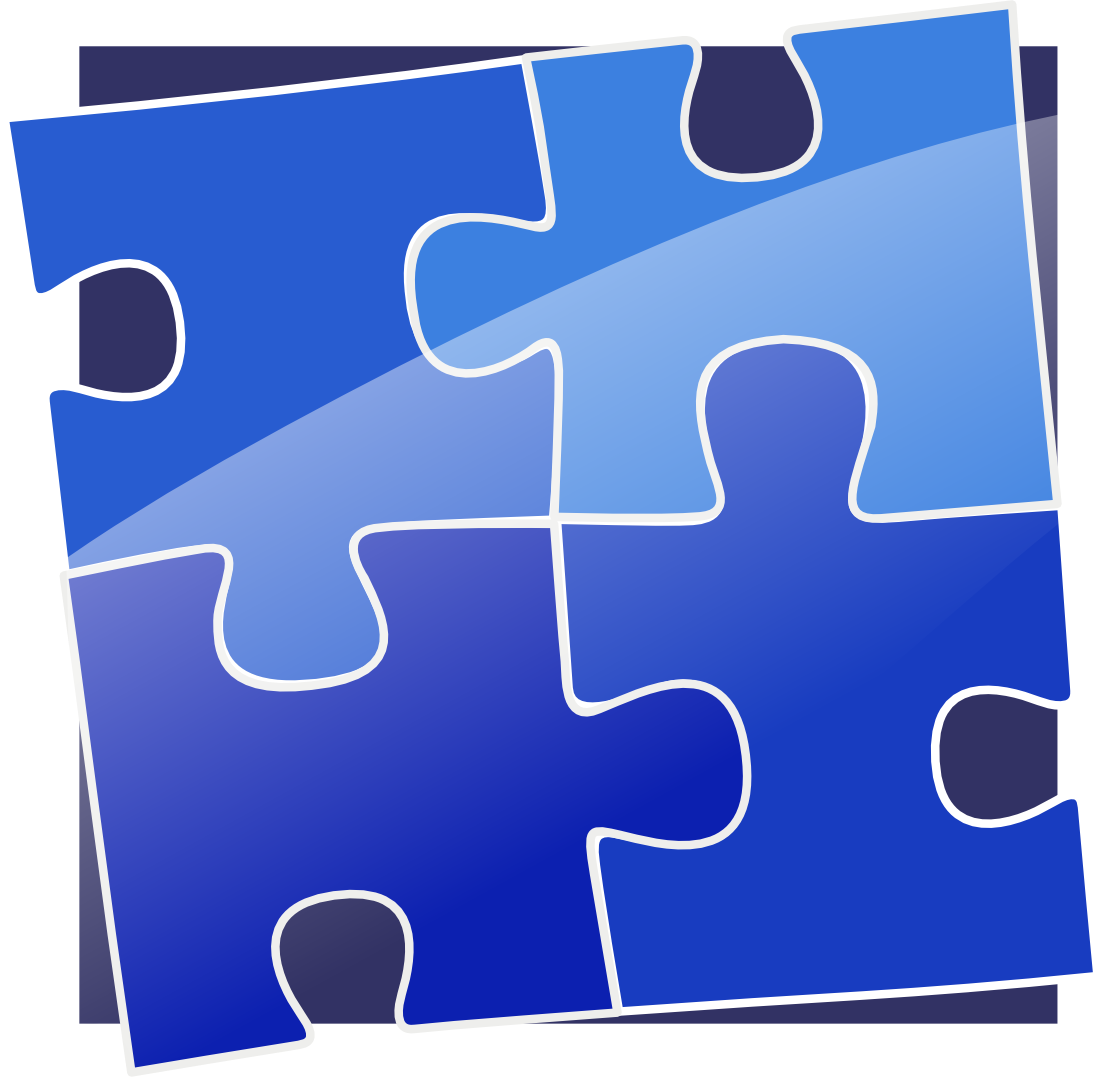

تتكون الإدارة من تخطيط وتحديد أولويات وتنظيم جهود العمل لتحقيق الأهداف داخل منظمة أعمال.  أسلوب الإدارة هو الطريقة التي يتبعها المديرون في تحقيق هذه الأهداف. ويشمل الطريقة التي يتخذون بها القرارات، وكيف يخططون وينظمون العمل، وكيف يمارسون السلطة.
تختلف أساليب الإدارة حسب الشركة ومستوى الإدارة وحتى من شخص لآخر. المدير الجيد هو الذي يمكنه ضبط أسلوب إدارته ليناسب بيئات وموظفين مختلفين. يتشكل أسلوب إدارة الفرد من خلال العديد من العوامل المختلفة بما في ذلك بيئات العمل الداخلية والخارجية، وكيف ينظر المرء إلى دور العمل في حياة الموظفين.

## العوامل التي تشكل أسلوب الإدارة

### عوامل داخلية
تتضمن عوامل الشركة الداخلية التي تحدد أسلوب الإدارة، على سبيل المثال لا الحصر، السياسات والأولويات وثقافة الشركة ومستويات مهارات الموظفين وتحفيزهم وهياكل الإدارة.
لكي تكون فعالة، يجب أن يتناسب أسلوب المدير وتوقعاته مع الثقافة التنظيمية للشركة. يجب أن يلتزم أسلوبهم بالسياسات والإجراءات التي حددتها المنظمة، ويجب أن يكونوا قادرين على تحقيق أهداف الشركة. يتحملون مسؤولية التحكم في فريق عمل فعال ويجب عليهم دعم المعتقدات التنظيمية داخل هذا الفريق. المدير الذي لا يمكنه القيام بذلك سيعتبر على الأرجح غير فعال ويتم إزالته من المنصب.

## مقالات ذات صلة
- نمط الإدارة الأنثوي
- قيادة تحولية
- إدارة المهام